# Scholastes cinctus
Scholastes cinctus är en tvåvingeart som beskrevs av Guérin-Méneville 1831. Scholastes cinctus ingår i släktet Scholastes och familjen bredmunsflugor. Inga underarter finns listade i Catalogue of Life.